# Chromis pelloura
Chromis pelloura är en fiskart som beskrevs av Randall och Allen 1982. Chromis pelloura ingår i släktet Chromis och familjen Pomacentridae. Inga underarter finns listade i Catalogue of Life.